# 哲拉旭一世
聖傑拉一世（拉丁語：Sanctus Gelasius PP. I）是自492年3月1日至496年11月21日在位的教宗，曾致信东罗马帝国皇帝阿纳斯塔修斯一世，主张教宗权力高于世俗君主，成为天主教思想中双剑论的雏形。

## 脚注
1. ↑  Browne, M. . The Western Journal of Black Studies. 1998, 22 (1): 57–58  [2008-04-10].
2. ↑  . Holy See.   [2019-09-09]. （原始内容存档于2019-09-09） （英语）.